# VV Deventer
VV Deventer was een amateurvoetbalvereniging uit de Nederlandse stad Deventer. De vereniging werd opgericht op 24 oktober 1909 als Victoria, deze naam bleef tot 1912. De spelers van VV Deventer speelden in een wit shirt met een rode broek en rode kousen. In 1930 werd de club opgeheven.
ABS Bathmen · Colmschate '33  · Davo · DSC · de Gazelle · Go-Ahead · Go Ahead Eagles · Helios · IJsselstreek · VV Lettele · RDC · Sallandia · Schalkhaar · Sportclub Deventer · Turkse Kracht · Koninklijke UD

Voormalig: De CJV-ers · Daventria · Deventer · DGS · DOTO · Labor · Puck· RODA · VV WWV